# Harald Euler
Harald A. Euler (* 13. November 1943 in Mechernich; † 15. Januar 2025) war ein deutscher Evolutionspsychologe und Hochschullehrer. 

## Leben
Euler studierte Psychologie an der Universität Bonn und war Fulbright-Student an der Washington State University; 1972 erhielt er den akademischen Grad Ph.D.
Euler war von 1974 bis 2009 Professor für Lernpsychologie an der Universität Kassel. Er war außerdem Gastwissenschaftler in der Abteilung für Phoniatrie und Pädaudiologie der Johann Wolfgang Goethe-Universität Frankfurt am Main und Gastwissenschaftler und Professorial Research Fellow für Evolutionäre Entwicklungspsychologie an der Universität Wien. Zudem war er Gastwissenschaftler in der Abteilung für Phoniatrie und Pädaudiologie der Klinik für Hals-Nasen-Ohren-Heilkunde des St. Elisabeth-Hospitals der Ruhr-Universität Bochum.
Er lebte in der Gemeinde Lohfelden bei Kassel.

## Forschung und Lehre
Eulers Arbeitsgebiete waren
- Evolutionäre Psychologie, insbesondere von Familienbeziehungen und Geschlechterunterschieden
- Emotionspsychologie
- Stotterforschung
- Aggressionsforschung
- Sprachstandserfassung von Kindergartenkindern[3]

## Öffentliche Auftritte und Lehre
Euler trat als Kommentator oder Experte zu evolutionspsychologischen Themen auf, z. B. 2005 und 2006 in der von Günther Jauch moderierten RTL-Spielshow Typisch Frau – Typisch Mann. Zudem war er im Jahr 2013 Gast in der von Wieland Backes im SWR moderierten Talkshow Nachtcafé.

## Schriften (Auswahl)
- mit Weitzel, B. (1996). Discriminative grandparental solicitude as reproductive strategy. Human Nature, 7, 39–59.
- (2000). Evolutionstheoretische Ansätze. In J. Otto, H. A. Euler und H. Mandl (Hrsg.), Handbuch Emotionspsychologie (S. 45–63). Weinheim: Beltz, PsychologieVerlagsUnion.
- (2004). Die Beitragsfähigkeit der evolutionären Psychologe zur Erklärung von Gewalt. In W. Heitmeyer & H.-G. Soeffner (Hrsg.), Gewalt. Entwicklungen, Strukturen, Analyseprobleme (S. 411–435). Frankfurt a. M.: Suhrkamp.
- (2004). Sexuelle Selektion und Religion. In U. Lüke, J. Schnakenberg & Souvignier (Eds.), Darwin und Gott. Das Verhältnis von Religion und Evolution (S. 66–88). Darmstadt: Wissenschaftliche Buchgesellschaft.
- mit anderen (2004). Patterns and universals of adult romantic attachment across 62 cultural regions: Are models of self and of other pancultural constructs? Journal of Cross-Cultural Psychology, 35(4), 367–402.
- mit anderen (2007). The geographic distribution of Big Five personality traits: Patterns and profiles of human self-description across 56 nations. Journal of Cross-Cultural Psychology, 38(2), 173–212.
- mit Hoier, S. (2008). Die evolutionäre Psychologie von Anlage und Umwelt. In F. J. Neyer & F. M. Spinath (Hrsg.), Anlage und Umwelt. Neue Perspektiven der Verhaltensgenetik und Evolutionspsychologie (S. 1–25). Stuttgart: Lucius & Lucius.
- mit anderen (2009). Computergestützte Therapie bei Redeflussstörungen: Die langfristige Wirksamkeit der Kasseler Stottertherapie (KST). Sprache·Stimme·Gehör, 33, 193–201.
- (2010). The psychology of families. In C. Störmer, U. Frey & K. Willführ (Eds.), Homo novus – a human without illusions. Festschrift for the 60th birthday of Eckart Voland (pp. 161–179). Berlin, Germany: Springer.
- (2011). Grandparents and extended kin. In C. A. Salmon & T. K. Shackelford (Eds.), The Oxford handbook of evolutionary family psychology (pp. 181–207). New York, NY: Oxford University Press.
- mit Lange, B. P. (2018). Alles ändert sich und bleibt doch gleich – Geschlechterunterschiede zwischen Kultur und Natur. In C. Schwender, S. Schwarz, B. P. Lange & A. Huckauf (Hrsg.), Geschlecht und Verhalten aus evolutionärer Perspektive (S. 25–41). Lengerich: Pabst Publishers.